# 三河村 (福岡県)
三河村（さんごうむら）は、福岡県八女郡にあった村。現在の八女市の一部。

## 地理
矢部川中流の右岸に位置していた。

## 歴史
- 1889年（明治22年）4月1日 - 町村制の施行により、上妻郡宮野村、高塚村、柳瀬村、酒井田村、緒玉村、光村、矢原村が合併して村制施行し、三河村が発足[1][2]。
- 1896年（明治29年）4月1日 - 郡の統合により八女郡に所属[1][3]。
- 1951年（昭和26年）4月1日 - 八女郡福島町、上妻村、長峰村、八幡村と合併し福島町が存続して廃止[1][2]。